# Universitat Oberta de Catalunya
La Universitat Oberta de Catalunya (UOC) és una universitat en línia. Té la seva seu central a Barcelona i està parcialment finançada per la Generalitat de Catalunya.
El seu model educatiu es basa en l'aprenentatge en línia, oferint graus, màsters, estudis de postgrau, programes de doctorat, cicles formatius de grau superior FP, especialitzacions, seminaris, cursos, assignatures per a cursar lliurement i cursos d'idiomes. Forma part de la Xarxa Vives d'Universitats; i tot i ser jurídicament privada, també és membre de l'Associació Catalana d'Universitats Públiques (ACUP), i de l'Associació d'Universitats Europees. Disposa de dos centres de recerca propis, l'Internet Interdisciplinary Institute (IN3) i l'eHealth Center, així com d'un centre d'innovació, l'eLearning Innovation Center (eLC). Duu a terme recerca sobre la interacció entre la tecnologia i les ciències humanes i socials. Des d'abril de 2023, la seva rectora és Àngels Fitó.

## Història
La UOC es va crear d'acord amb el mandat incorporat en la Moció 28/IV del Parlament de Catalunya, pel qual s'instava al Govern de la Generalitat de Catalunya a adoptar les mesures pertinents per consolidar un sistema d'ensenyança universitària a distància en aquesta comunitat, adequat a la realitat social contemporània. D'aquesta manera es va constituir mitjançant escriptura pública el 6 d'octubre de 1994, adoptant la forma jurídica d'una fundació, la Fundació per la Universitat Oberta de Catalunya (FUOC). A la vegada, la UOC va ser reconeguda mitjançant la Llei del Parlament de Catalunya 3/1995, de 6 d'abril, de reconeixement de la UOC.
Va néixer amb la missió d'oferir formació al llarg de la vida, d'afavorir que tota persona amb voluntat de millorar les seves capacitats i competències pugui accedir a la universitat, i d'aquesta manera fer créixer el nivell educatiu i les competències de la societat en general.

## Organització
L'administració, la gestió i la representació de la FUOC corresponen als òrgans de govern següents: el Patronat, la Comissió Permanent, que actua com a òrgan permanent en l'administració i la gestió de la Fundació; i el Consell Assessor, que assisteix el Patronat com a òrgan consultiu o assessor de la Fundació.

### Patronat
La Fundació UOC es regeix per un patronat que està constituït en l'actualitat (2023) pels membres següents:
- Tres patrons en representació de les entitats següents: un representant de la Federació Catalana de Caixes d'Estalvis, o l'entitat que la succeeixi, un representant de la Cambra Oficial de Comerç, Indústria i Navegació de Barcelona i un representant de l'Institut d'Estudis Catalans.
- Tres patrons designats per una comissió composta per les entitats a què fa referència el primer apartat d'entre persones físiques o jurídiques, de rellevància en els àmbits social, cultural, científic o professional, que no pertanyin al sector públic.
- Cinc patrons designats pel Govern de la Generalitat.[11]

Pere Vallès presideix el Patronat i el secretari general de la UOC, Pere Fabra, exerceix de secretari.

### Òrgans de govern[17]
Com a òrgans de govern unipersonals hi ha el rector, que representa i governa la institució; els vicerectors, que assisteixen el rector i duen a terme funcions que aquest encarrega; el secretari general, que té assignades les funcions que li assigni el rector; i el gerent, que dirigeix la gestió ordinària de la Universitat, així com les funcions de control legal, econòmic i pressupostari de l'activitat d'aquesta.
Els òrgans de govern col·legiats estan formats pel Consell de Govern, que és l'encarregat d'establir les línies generals de funcionament de la UOC; el Consell de Direcció, que és l'òrgan permanent d'administració i gestió de la UOC; i la Comissió Estratègica, que té com a funcions principals proposar al Consell de Govern el pla estratègic i els plans d'objectius de cada curs i fer-ne el seguiment i la coordinació de l'execució. Així mateix, la UOC es regeix també per una Comissió Acadèmica, que segueix i coordina l'execució de l'activitat acadèmica d'acord amb el pla estratègic de la universitat i el Pla anual d'objectius; i per una comissió de gestió.Altres comissions són la de recerca i innovació, la de programes i la de competitivitat.

## Seus
La UOC, tot i ser una universitat en línia, disposa d'una seu institucional i diversos campus, així com d'oficines de contacte. La seu institucional es troba a l'Avinguda del Tibidabo i la seu operativa es troba dividida en tres edificis al barri del Poblenou, l' Edifici U (Carrer del Perú, 52), l'Edifici O (Rambla del Poblenou, 156) i l'Edifici C (Rambla del Poblenou, 154) (vegeu Vapor de la Llana). També disposa de seus internacionals a Mèxic i a Colòmbia i seus territorials a ciutats com Lleida, Madrid, Tortosa, Sevilla o València, entre d'altres.

## Estudis
La UOC estructura l'oferta formativa en set estudis o àrees docents:
- d'Arts i Humanitats
- de Ciències de la Salut
- de Ciències de la Informació i de la Comunicació
- de Dret i Ciència Política
- d'Economia i Empresa
- d'Informàtica, Multimèdia i Telecomunicació
- de Psicologia i Ciències de l'Educació

A a UOC no s'apliquen numerus clausus. Així, a les titulacions oficials de primer cicle s'admet tothom que compleixi els criteris legals d'accés, i només s'apliquen criteris d'admissió en alguns màsters universitaris i en els programes de doctorat per assegurar que les persones que accedeixen a aquestes titulacions més especialitzades puguin seguir amb èxit els estudis.
El model d'avaluació a la UOC no és global per a totes les assignatures, sinó que cadascuna s'adapta al que més li convingui dins d'uns paràmetres establerts. En ser una universitat no presencial, es basa en gran part en proves d'avaluació contínua (PAC), que consisteixen en treballs realitzats per estudiants i que s'han de lliurar dins d'uns marges temporals establerts. Una de les singularitats de la universitat és que, excepte la nota final de l'assignatura, la resta no es dona amb qualificacions numèriques, sinó que es fa servir la notació anglesa A, B, C+, C-, D i N. El 2020 es van començar a fer algunes proves virtuals, amb motiu de la pandèmia de covid-19.
El total de graduats acumulats amb dades del curs 2017-2018 fou de 71.598, i el curs 2021-2022 de 104.501 graduats.

## Rectors
| Rector/a                  | Mandat            |
| ------------------------- | ----------------- |
| Gabriel Ferraté Pascual   | 1995 — 2005       |
| Imma Tubella Casadevall   | 2005 — 2013       |
| Josep A. Planell i Estany | 2013 — 2023       |
| Àngels Fitó               | 2023 — actualitat |

## Revistes acadèmiques
La UOC impulsa les següents publicacions científiques i divulgatives:
- Artnodes. Revista d'art, ciència i tecnologia
- BiD: Textos Universitaris de Biblioteconomia i Documentació (coeditada amb la Universitat de Barcelona)
- COMeIN. Revista dels Estudis de Ciències de la Informació i de la Comunicació.
- Dictatorships & democracies. Journal of History and Culture (coeditada amb la Fundació Carles Pi i Sunyer)
- Digithum. Una perspectiva relacional sobre cultura, individu i societat en la modernitat tardana (coeditada amb la Universitat d'Antioquia - Colòmbia)
- ETHE. International Journal of Educational Technology in Higher Education (coeditada amb la Universitat de Los Andes - Colòmbia)
- IDP. Revista d'internet, dret i política
- Journal of Conflictology, revista científica, impulsada pel Campus per la Pau, sobre resolució de conflictes i la pràctica de la no-violència. Va deixar de publicar-se el 2014.[30]
- Mosaic. Revista de tecnologies i comunicació multimèdia impulsada pels Estudis d'Informàtica, Multimèdia i Telecomunicació.
- Internet Policy Review. Journal of internet regulation (coeditada amb l'Alexander Von Humboldt Institute for Internet and Society - HIIG)
- Oikonomics. Revista d'economia, empresa i societat impulsada pels Estudis d'Economia i Empresa.

## Càtedres
La UOC impulsa diverses càtedres: 
- Càtedra UNESCO d'Educació i Tecnologia per al Canvi Social[31]
- Càtedra UNESCO d'Alimentació, Cultura i Desenvolupament[32]
- Càtedra COCEMFE-UOC per a l'Autonomia Personal i Salut Digital[33]
- Càtedra Barcelona UOC en Economia Digital[34]
- Càtedra Pau Casals de Música i Defensa de la Pau i dels Drets Humans[35]
- Càtedra per a la Resolució de Conflictes, Mediació i Transformació Digital[36]

Anteriorment, n'ha impulsat d'altres, sobre temes d'innovació social, ciberseguretat, disseny i creació multimèdia, o anàlisi de dades en salut.

## Biblioteca

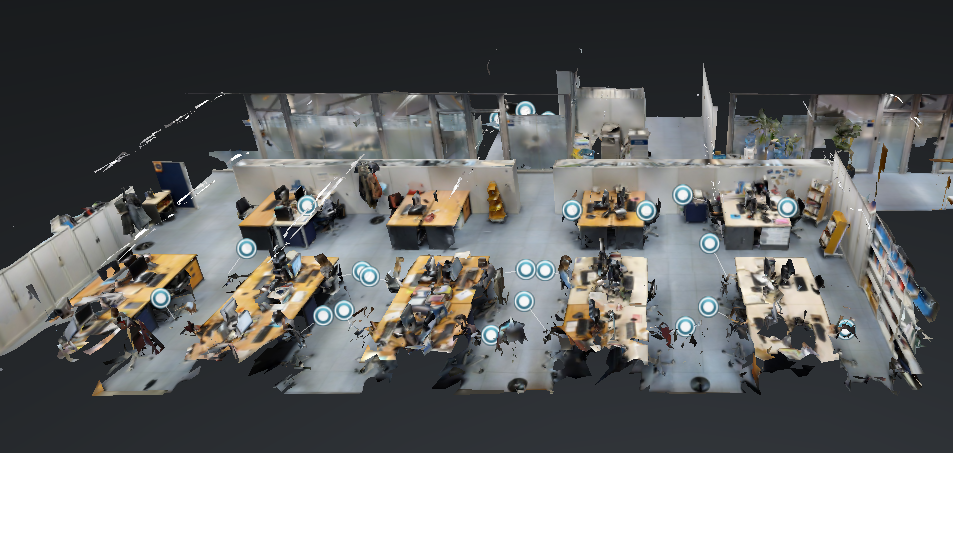
Recorregut virtual per la Biblioteca de la UOC

La Biblioteca de la UOC és una biblioteca universitària en línia creada el 1995, que dona suport a la docència, recerca i gestió de la seva comunitat d'usuaris. Inicialment estava ubicada al número 3 de l'Avinguda de les Drassanes de Barcelona. Des del 2005, la biblioteca es gestiona del Campus UOC ubicat al barri de Poblenou. Des de 2009 col·labora amb el magatzem GEPA (Garantia d'Espai per a la Perpetuïtat de l'Accés) una iniciativa del Consorci de Biblioteques Universitàries de Catalunya ubicada a Lleida i que funciona com a magatzem cooperatiu creat per conservar i preservar documents poc consultats. N'han exercit de directors Dora Pérez, Josep Torn, Ciro Llueca i, des de 2023, Esther Simón.

## Recerca
La UOC focalitza la seva activitat de recerca en la interacció entre la tecnologia i les ciències humanes i socials.
Disposa de dos centres de recerca —l'Internet Interdisciplinary Institute (IN3) i l'eHealth Center (eHC)—, un programa de recerca en e-learning (eLearning Research) i set estudis amb sotsdireccions de recerca. També disposa d'una Escola de Doctorat, amb més de 350 investigadors predoctorals.
El 2019 va signar la Declaració DORA en una mostra del compromís amb la transformació de l'avaluació de la recerca envers una avaluació més qualitativa, transparent i justa, diversa i inclusiva, que incorpori com a objectiu l'aprenentatge i la transformació constant.
El 2023 va inaugurar un espai interdisciplinari de recerca i innovació —situat al complex de Can Jaumandreu, al 22@ de Barcelona, amb l'objectiu d'impulsar el creixement de la recerca de la Universitat durant els pròxims anys. A 2023 compta amb 544 membres del personal docent i investigador (PDI) que són professors i dediquen una part de la jornada a la recerca, i 185 que són investigadors amb dedicació exclusiva a la recerca.

## Honoris Causa
El doctorat honoris causa és la màxima distinció acadèmica que la UOC concedeix a una persona, a títol d'honor, pels seus mèrits professionals i acadèmics, la seva aportació científica, la seva contribució al progrés del coneixement, i el seu mestratge en la seva especialitat d'estudi.
- Josep Laporte (2003)
- Tony Bates (2005)
- Jordi Pujol i Soley (2006)[51]
- William J. Mitchell (2006)
- Alain Touraine (2007)
- Sir Timothy Berners-Lee (2008)
- Brenda Gourley (2011)[52]
- Aina Moll (2012)
- Hanna Damásio (2012)
- Alejandro Jadad (2018)
- Manuel Borja-Villel (2018)
- Mary Beard (2019)
- Marianna Mazzucato(2022)
- Wendy Hall (2023)[53]